# Haematostemon guianensis
Haematostemon guianensis är en törelväxtart som beskrevs av Noel Yvri Sandwith. Haematostemon guianensis ingår i släktet Haematostemon och familjen törelväxter. Inga underarter finns listade i Catalogue of Life.